# Operación Limpieza
La Operación Limpieza fue un operativo táctico policiaco-militar que llevó a cabo la SSPF, entre el 1 de septiembre de 2011 y el 31 de julio de 2012, en todo el territorio nacional con el fin único de desarticular los enlaces del crimen organizado infiltrados en las instituciones públicas federales, estatales y municipales.

## Resultados
- Un Tribunal de alzada del primer circuito confirmó el auto de formal prisión dictado al ex Coordinador General Técnico de la Subprocuraduría de Investigación Especializada en Delincuencia Organizada (SIEDO), por el delito de operaciones con recursos de procedencia ilícita y el Tribunal de alzada del Tercer Circuito confirmó el auto de formal prisión por el delito de delincuencia organizada dictado a un agente Federal de Investigación adscrito a la SIEDO, que servía de enlace entre las organizaciones delictivas y autoridades.
- Hasta julio del 2012, en total se consignaron 12 indagatorias en las que se ejerció acción penal contra 19 personas, de las cuales 13 se encuentran sujetas a proceso penal, mientras que las seis restantes se encuentran prófugas.
- De los 12 procesos, nueve están en instrucción, uno se encuentra pendiente de que se emita sentencia y dos están en etapa de conclusiones.
- La averiguación previa de la que derivaron los 12 procesos, continúa en investigación y de ella se han derivado cinco indagatorias que continúan en integración, contra diversos servidores públicos.[1]